# Großsteingrab Pleielt
Das Großsteingrab Pleielt war eine megalithische Grabanlage der jungsteinzeitlichen Nordgruppe der Trichterbecherkultur im Kirchspiel Tikøb in der dänischen Kommune Helsingør. Es wurde im 19. Jahrhundert zerstört.

## Lage
Das Grab lag nördlich von Plejelt auf einem Feld. In der näheren Umgebung gibt bzw. gab es zahlreiche weitere megalithische Grabanlagen.

## Forschungsgeschichte
Das Grab wurde wohl um 1848 durch Mergelabbau zerstört. Im Jahr 1884 führten Mitarbeiter des Dänischen Nationalmuseums eine Dokumentation der Fundstelle durch. Zu dieser Zeit waren keine baulichen Überreste mehr auszumachen.

## Beschreibung

### Architektur
Die Anlage besaß eine Hügelschüttung unbekannter Größe. Die Form ist nicht sicher, möglicherweise war der Hügel rund. Die Umfassung bestand aus etwa 21 Steinen. In der Mitte des Hügels lag die Grabkammer, die wohl als Dolmen anzusprechen ist. Die Orientierung und die Maße sind nicht überliefert. Die Kammer bestand aus mindestens zwei Wandsteinen und einem Deckstein.

### Funde

#### Bestattungen
In dem Grab wurden unverbrannte Knochen gefunden. Ihr Verbleib ist unklar.

#### Beigaben
Die einzige bekannte Beigabe aus dem Grab ist ein kleiner Steinmeißel. Er wurde vom Dänischen Nationalmuseum registriert, ist aber heute verschollen.